# Hockeypulver
Hockeypulver är ett slags godis i form av saltlakrits-pulver förpackat i en plastdosa med lock, liknande en snusdosa. Produkten introducerades initialt under namnet Hockeysnus under mitten av 1970-talet, men ändrades snabbt till Hockeypulver efter kritik riktats mot tillverkaren. Namnet och utseendet härstammar högst troligen från snusets starka rötter inom hockeyvärlden.
Originalingredienserna är socker, ammoniumklorid och lakritspulver. Hockeypulver tillverkas av Grahns konfektyr AB i Skövde, marknadsförs i Sverige av Haugengruppen samt i Norge av Conaxess Trade och finns i smakerna salt (original), surt, jordgubb, Fizzy Bubble, Hot pepper och tidigare i en specialutgåva som Lime.